# Dayu Shouzhi
Dayu Shouzhi (chiń. 大愚守芝; pinyin Dàyú Shǒuzhī; kor. 대우수지 Taeu Suji; jap. Taigu Shushi; wiet. Đại Ngu Thú Chi) – chiński mistrz chan ze szkoły linji, znany także jako Cuiyan.

## Życiorys
Pochodził z Taiyuan położonego w dzisiejszej prowincji Shanxi. Według Chanlin sengbao zhuan (Kroniki skarbu sanghi w lasach chan) Dayu w młodym wieku opuścił dom rodzinny i zamieszkał w klasztorze Chengtian w Luzhou (obecnie jest to miasto Changzhi w prowincji Shanxi). W tym klasztorze zyskał wielką sławę z powodu jego zrozumienia sutr Lotosu i Diamentowej.
Pewnego dnia mistrz chan ze szkoły linji Fenyang Shanzhao zjawił się w okolicy i Dayu udał się go posłuchać. Po tym zdarzeniu Dayu został jego uczniem i ostatecznie otrzymał przekaz Dharmy linji. W jakiś czas potem udał się aby nauczać w Gao’an.
Mnich zapytał: „Jaki jest styl domu Dayu?”
Dayu powiedział: „Jedno wypowiedziane słowo nie może być ścigane nawet przez stado koni”.
Mnich zapytał: „Jak to może być wyrażone bez słów?”
Dayu powiedział: „Wszechświat jest o 3 stopy za długi. Kosmos – o sześć stóp za krótki.”
Mnich powiedział: „Nie rozumiem, co masz na myśli.”
Dayo powiedział: „Wszystkie samsaryczne tereny są albo za duże albo za małe”
Dayu wszedł na podwyższenie. Pokazał zapalone kadzidełko uczniom i powiedział: „Gdy nadejdzie jasność, zjednoczcie się z jasnością. Gdy nadejdzie ciemność, zjednoczcie się z ciemnością. Gdy osiągnięta jest Droga, świat jest w porządku. Gdy Droga nie jest osiągnięta, świat jest w nieporządku”.
Po jakimś czasie urzędnik Mi Jinli z Nanchangu zaprosił mistrza do zostania opatem klasztoru Cuiyan na górze Zachodniej. Podczas pierwszego wykładu w nowym gmachu, Dayu zwrócił się do buddyjskich wyobrażeń mówiąc: „Głęboka sprawa jest przekazana, koło Dharmy jest ponownie obrócone”. Następnie zwrócił się do zgromadzonych ludzi: „Mówiąc o kole Dharmy, czym jest to, co się obraca? Czy rozumiecie? Musicie, z najwyższego szczytu, wybuchnąć śmiechem i przekręcić siebie. Ale wy tylko przyszliście do sali i skrzyżowaliście nogi. Ha ha ha. Co to jest? Jedzenie jest w koszyku, ale wy wciąż głodujecie. Nie możecie martwić się błotem i wodą. Z kim chcecie być? Gdy szlachetni słyszą to, są szczęśliwi i spokojni. Gdy zwyczajni ludzi słyszą to, są bezinteresowni.”

## Linia przekazu Dharmy zen
Pierwsza liczba oznacza kolejność pokoleń mistrzów od 1 Patriarchy indyjskiego Mahakaśjapy.
Druga liczba oznacza kolejność pokoleń od 28/1 Bodhidharmy, 28 Patriarchy Indii i 1 Patriarchy Chin.
- 38/11. Linji Yixuan (zm. 866) Szkoła linji
  - 39/12. Xinghua Cunjiang (830–925)
    - 40/13. Nanyuan Huiyong (860–930)
      - 41/14. Fengxue Yanzhao (896–973)
        - 42/15. Shoushan Xingnian (926–993)
          - 43/16. Fenyang Shanzhao (947–1024)
            - 44/17. Dadao Guquan (zm. ok. 1060)
            - 44/17. Dongshan Shouzhi (zm. 1056)
            - 44/17. Dayu Shouzhi (bd) (także Cuiyan Shouzhi)
              - 45/18. Yunfeng Wenyue (998–1062)

            - 44/17. Langye Huijue (bd)
              - 45/18. Changshui Zixuan (zm. 1038)
                - 46/19. Dagui Muzhe (zm. 1095)

            - 44/17. Ciming Chuyuan (987–1040) (także Shishuang i Nanyuan)
              - 45/18. Yangqi Fanghui (992–1049) frakcja yangqi
              - 45/18. Cuiyan Kezhen (zm. 1064)
                - 46/19. Dagui Muche (zm. 1132)

              - 45/18. Huanglong Huinan (1002–1069) frakcja huanglong